# بيبي بينتو
بيبي بينتو (بالإسبانية: José Pinto Rosas)‏ (11 نوفمبر 1929 في إسبانيا - 30 نوفمبر 2024) هو مدرب كرة قدم ولاعب كرة قدم إسباني في مركز الدفاع. شارك مع منتخب كاتالونيا لكرة القدم. أما مع النوادي، فقد لعب مع ريال بلد الوليد ونادي برشلونة ونادي جيرونا ونادي كوندال.